# GMB (노동조합)
GMB 노동조합(영어: GMB)은 영국의 산별노조급 노동조합이다. 조합원 수는 60만 명에 달한다. 조합원들은 여러 산업에 걸쳐 분포하고 있는데, 특히, 육체 노동 분야 및 지방 정부, 의료 서비스 부문에 많다. GMB 지부는 영국 내 50 대 기업 중 34 여 개의 기업에 조직되어 있다.
노동조합 사무소는 영국 런던에 있다.

## 역사
GMB는 1924년, 영어: National Amalgamated Union of Labour, 영어: National Union of General Workers (UK), 영어: Municipal Employees Association이 합병하면서 탄생하였다. 당시 이름은 영어: National Union of General and Municipal Workers였다.
이후로도 GMB는 여러 노동조합을 흡수 합병하였다. 보일러 제조, 조선 노동자, 건축 노동자 노조 연맹(Amalgamated Society of Boilermakers, Shipbuilders and Structural Workers), 사무 노동자 노조 연맹(Association of Professional, Executive, Clerical and Computer Staff, APEX), 가구, 목재 노조 연맹(Furniture, Timber and Allied Trades Union), 재봉사, 재단사 노조 연맹(National Union of Tailors and Garment Workers)을 흡수 합병하였다.
1982년, 이 노동조합은 이름을General, Municipal, Boilermakers and Allied Trade Union라고 바꾸었다. 현재는 머릿글자만 따서 GMB라고 부르고 있다.

## 정치 활동
GMB는 영국 노동당(Labour Party)에 가입해 있다. 가입해 있는 산별노조로서는 UNISON, Unite 노동조합에 이어, 세 번째로 큰 규모이다. GMB는 전국 조직으로서나 지역 조직으로서나 영국 노동당에 입장에서는 꽤 중요한 재정적 후원 조직이다.

## 참고 문헌
- GMB family tree